# Zawarpie
Zawarpie [zaˈvarpʲɛ] est une localité polonaise de la gmina de Siewierz, située dans le powiat de Będzin en voïvodie de Silésie, au sud de la Pologne.
Ce village qui compte 19 habitants en 2008 est situé à 5 kilomètres au sud de la ville de Siewierz, à 14 kilomètres au nord-est de la ville industrielle de Będzin et à 26 kilomètres au nord-est de la capitale régionale Katowice. Il se trouve sur la route polonaise 1.
De 1975 à 1998, Zawarpie a appartenu administrativement à la voïvodie de Katowice.